# Colymbothetis antecessor
Colymbothetis antecessor is een keversoort uit de familie Colymbotethidae. De wetenschappelijke naam van de soort is voor het eerst geldig gepubliceerd in 1993 door Ponomarenko.